# Papieska Komisja Biblijna
Papieska Komisja Biblijna (łac. Pontificia Commissio Biblica) – komisja złożona z kardynałów i naukowców, która decyduje o stanowisku Kościoła Rzymskokatolickiego wobec Biblii i nauk biblijnych. Komisja wchodzi w skład Kurii Rzymskiej.
Komisja powstała w 1902 jako zbiór kardynałów i konsultorów, a jej pierwsze orzeczenia miały konserwatywny i zachowawczy charakter, podkreślając m.in. pełną historyczność ksiąg biblijnych i ograniczając możliwości nowoczesnych badań naukowych. Od czasu pontyfikatu Piusa XII PKB łagodziła swój ton, a wydawane w kolejnych latach instrukcje stymulowały rozwój badań biblijnych. W 1971 papież Paweł VI dokonał reformy komisji, czyniąc ją ciałem wyłącznie naukowym. 

## Powstanie Komisji
Komisję oficjalnie powołał 30 października 1902 papież Leon XIII w liście apostolskim Vigilantiae studiique. Celem jej działania miał być rozwój studiów biblijnych w Kościele Katolickim oraz troska o ich wierność Magisterium kościelnemu. W 1904 papież Pius X udzielił Komisji uprawnień do nadawania tytułów akademickich w zakresie nauk biblijnych.
W działalności Komisji wyróżnia się pięć okresów:
- Założenie komisji i pierwsze orzeczenia (do 1915)
- Okres międzywojenny (1915-1939)
- Pontyfikat Piusa XII (1939-1958)
- Okres Soboru (1959-1970)
- Komisja Biblijna w nowym kształcie (po 1971)

## Wczesne orzeczenia PKB
W latach 1905–1915 Komisja wydała 15 orzeczeń. Były one sformułowane jako dubia et responsa - czyli lakoniczne odpowiedzi (affirmative lub negative) na sformułowane w skomplikowany sposób wątpliwości.  
Lista orzeczeń:
- (I) Orzeczenie o cytatach domyślnych (de citationibus implicitis) w Piśmie Świętym (13 lutego 1903);
- (II) Orzeczenie o księgach bądź tekstach biblijnych o zabarwieniu historycznym (23 czerwca 1905);
- (III) Orzeczenie o Mojżeszowej autentyczności Pięcioksięgu (27 czerwca 1906);
- (IV) Orzeczenie o autentyczności i historyczności czwartej Ewangelii (29 maja 1907);
- (V) Orzeczenie o charakterze (de indole) i autorze Księgi Izajasza (28 czerwca 1908);
- (VI) Orzeczenie o historyczności trzech pierwszych rozdziałów Księgi Rodzaju (30 czerwca 1909);
- (VII) Orzeczenie o autorstwie Psalmów i czasie ich powstania (1 maja 1910);
- (VIII) Orzeczenie o autorze, czasie powstania i historyczności Ewangelii według Mateusza (19 czerwca 1911);
- (IX) Orzeczenie o autorze, czasie powstania i historyczności Ewangelii według Marka i Łukasza (26 czerwca 1912);
- (X) Orzeczenie o kwestii synoptycznej (26 czerwca 1912);
- (XI) Orzeczenie o autorze, czasie powstania i historyczności Dziejów Apostolskich (12 czerwca 1913);
- (XII) Orzeczenie o autorze, nieskażoności (integritate) i czasie powstania Listów Pasterskich (12 czerwca 1913);
- (XIII) Orzeczenie o autorze i kompozycji Listu do Hebrajczyków (24 czerwca 1914);
- (XIV) Orzeczenie o paruzji Chrystusa w listach św. Pawła (18 czerwca 1915).

Orzeczenia były utrzymane w tradycyjnym rozumieniu autorstwa i historyczności ksiąg biblijnych, sprzeciwiały się liberalnej i racjonalistycznej krytyce. Ich tezy to m.in.:
- Przyjęcie Mojżesza jako autora Pięcioksięgu, brak danych aby uznać, że został on skompilowany ze źródeł późniejszych od Mojżesza.
- Obrona historycznego charakteru pierwszych 3 rozdziałów Księgi Rodzaju, szczególnie: odrębne stworzenie człowieka, stworzenie pierwszej kobiety z mężczyzny, pierwotna jedność rodzaju ludzkiego i jego stan szczęśliwości, a także pierwsze Boże przykazanie i przekroczenie jego w wyniku kuszenia przez diabła pod postacią węża.
- Brak podstaw do przyjęcia twierdzenia, że Księga Izajasza ma kilku autorów.
- Kolejność powstania Ewangelii synoptycznych: pierwotny Mt, Mk, Łk.
- Czas powstania Ewangelii synoptycznych - przed upadkiem Jerozolimy (70 n.e.)
- Potwierdzenie apostoła Jana jako autora Ewangelii Jana i podkreślenie, że mowy Jezusa w tej ewangelii są jego własnymi, a nie teoretycznymi kompozycjami ewangelisty.
- Przyjęcie tradycyjnej daty powstania Dziejów Apostolskich, przed rokiem 63 jako.
- Potwierdzenie, że św. Paweł był autorem wszystkich listów mu przypisanych, także Listów pasterskich oraz Listu do Hebrajczyków (choć pozostawiono kwestię otwartą czy Paweł napisał go w obecnej formie).

Dekrety te miały cel zapobiegawczy, a interpretowane w sposób prawniczy dopuszczały miejsce dla badań naukowych. Ponieważ jednak wymagały posłuszeństwa ze strony uczonych katolickich, w świecie niekatolickim sprawiały wrażenie, że postawa katolicka jest monolitycznie zachowawcza i nie dopuszcza omawiania problemów na zasadzie wymiany opinii naukowych. W późniejszych publikacjach orzeczenia te piętnowano jako "dekrety kagańcowe", powstrzymujące w istocie rozwój katolickiej egzegezy. Atmosfera, którą wytworzyły dekrety nie sprzyjała uczonym katolickimi takim jak M.-J. Lagrange, których działania były powstrzymywane np. przez Święte Oficjum.

## Komisja w okresie międzywojennym (1915-1939)
W 1916 papież Benedykt XV zwiększył jeszcze uprawnienia PKB, który listem apostolskim Cum Biblia Sacra z dnia 15 sierpnia 1916 zarządził, aby Instytut Biblijny oraz Komisja Rewizji Wulgaty składały do PKB coroczne sprawozdania na piśmie.  
Aktywność Komisji w dziedzinie wydawania orzeczeń zmniejszyła się. Sama forma orzeczeń zamiast dotychczasowej dubia et responsa przyjęła formę instrukcji, których treścią stały się (poza sprawami naukowymi) tematy dotyczące duszpasterstwa oraz liturgii. Lista orzeczeń z tego okresu:
- (XV) o dołączaniu wariantów tekstu (de additione variarum lectionum) do wydań łacińskiej Wulgaty (17 września 1921);
- (XVI) o interpretacji dwu tekstów biblijnych: Ps 15,10–11 i Mt 16,26 (1 lipca 1933);
- (XVII) o odrzuceniu dzieła F. Schmidtkego, "Die Einwänderung Israels in Kanaan" (27 lutego 1934);
- (XVIII) o posługiwaniu się w liturgii przekładami Biblii z Wulgaty (30 kwietnia 1934).

## Komisja w czasach Piusa XII (1939-1958)
W latach 40. XX wieku, po opublikowaniu przez papieża Piusa XII encykliki Divino afflante Spiritu Komisja złagodziła swój ton, o czym świadczył m.in. List do kardynała Emmanuela Suharda, arcybiskupa Paryża. Według Eugeniusza Dąbrowskiego była to ilustracja ewolucji poglądów uważanych dawniej za niedopuszczalne, a dziś zostawionych swobodnej dyskusji. 
W 1955 sekretarz Komisji A. Miller wypowiedział się na temat wczesnych dekretów PKB dopuszczając badania naukowe z pełną wolnością [...] o ile tylko respektuje urząd nauczycielski Kościoła.

## Komisja po 1971
Papież Paweł VI w piśmie Motu Proprio Sedula cura (1971) połączył Komisję z Kongregacją Nauki Wiary. Prefekt Kongregacji Nauki Wiary jest jednocześnie przewodniczącym Komisji. Od 2023 Komisji przewodzi kardynał Victor Manuel Fernández. Sekretarzem Komisji jest obecnie s. Nuria Calduch-Benages.
Komisja liczy 20 członków. Jedynym Polakiem wchodzącym obecnie w jej skład jest ks. dr hab. Marcin Kowalski z Katolickiego Uniwersytetu Lubelskiego (od 2021). 
W latach 1965–1971 do Komisji należał ks. prof. Stanisław Łach, w latach 1980–1989 o. prof.  Augustyn Jankowski OSB, w latach 1990-1997 ks. prof. Lech Stachowiak, w latach 1998–2007 ks. prof. Ryszard Rubinkiewicz SDB, w latach 2009-2021 ks. prof. Henryk Witczyk.
Współczesne publikacje Komisji:
- Mysterium Ecclesiae (1973)
- De sacra Scriptura et christologia (Pismo święte a chrystologia, 1984)
- Unité et diversité dans l'église (Jedność i różnorodność w Kościele, 1988)
- L'interprétation de la Bible dans l'Eglise (Interpretacja Biblii w Kościele, 1993)
- Le peuple juif et ses Saintes Écritures dans la Bible chrétienne (Naród żydowski i jego Pisma święte w Biblii chrześcijańskiej, 2001)
- Natchnienie i prawda Pisma Świętego (2014)

W 1976 PKB przygotowała studium biblijne nt. możliwości wyświęcania kobiet do kapłańskiej posługi eucharystycznej. Studium nie zostało opublikowane, ale jego wyniki przeciekły do prasy, zgodnie z wersją opublikowaną w Katolickim Komentarzu Biblijnym, uczeni mieli przegłosować (w stosunku 17:0), że Nowy Testament nie reguluje tej sprawy jasno i raz na zawsze, jak również (12:5), że ani Pismo Święte, ani podejście Jezusa nie wykluczało takiej możliwości. W 1977 ukazała się deklaracja Inter insigniores (o dopuszczeniu kobiet do kapłaństwa urzędowego), w której jednak brak powołań na prace PKB.